# Maxmiliánův vodovod
Maxmiliánův vodovod (též Maxův vodovod) je vodárenský objekt z roku 1838, jehož součástí je kašna se stáletekoucí vodou v ulici Na Kopečku 1490 v Kroměříži, v sousedství městského koupaliště Bajda. Jedná se o památkově chráněnou stavbu v klasicistním stylu, která se nachází v nárazníkové zóně světového dědictví UNESCO Zahrady a zámek Kroměříž. V současné době voda z kašny není pitná, ale pouze užitková.

## Popis
Maxmiliánův vodovod je přízemní čtvercová budova, jejíž štítová zeď s kamennou kašnou a chrličem je orientována směrem k zámku a Mlýnské bráně. Ve středu štítu je umístěn litinový znak biskupa Maxmiliána Josefa Sommerau Beckha a pod římsou nad kašnou je nápis z kovových litých písmen ve znění „MAXMILIAN JOSEPH SEINER GUTEN SCHUTZSTADT CREMSIER MDCCCXXXVIII“.

## Historie
Maxmiliánův vodovod v Kroměříži nechal zřídit olomoucký biskup Maxmilián Josef Sommerau-Beckh v roce 1838, aby přiváděl vodu z prameniště na svahu kopce Barbořina. Projekt a výstavbu provedl arcibiskupský stavitel Anton Arche. Kašna sloužila jako nový zdroj pitné vody pro město, kterou dříve zajišťovala vodárenská věž ve Štěchovicích, zásobovaná vodou z Moravy, vybudovaná biskupem Karlem II. z Lichtenštějna-Kastelkornu v letech 1665 až 1667.

## Galerie
- Maxův vodovod
- Maximiliánův vodovod únor 2023
- Socha arcibiskupa Maximilián Sommerau Beck
- Městské koupaliště Bajda